# Надјушка
Надјушка је немачко-шпанска глумица, рођена 19. јануара 1952. године у Ширлингу (Немачка).

## Филмографија
| Улоге Надјушка |                |               |       |          |
| Година         | Српски назив   | Изворни назив | Улога | Напомена |
| 1982.          | Конан варварин |               |       |          |